# 秀容书院
秀容书院，位于山西省忻州市忻府区旧城内西南高地（九龙岗）上，建于1775年，是中华人民共和国山西省文物保护单位之一。
2004年6月10日，授予山西省文物保护单位，是一座古建筑。

## 历史
五代十国后晋时期，忻州西南的九龙岗（九原冈）即建有文庙和儒学。忻州文庙于后晋天福二年（公元937年）建立，明朝弘治五年（1492年）由九原冈迁到西北的学道街，旧儒学和文庙随之废止，学道街文庙后来于1978年3月8日毁于火灾。
明代嘉靖十一年（1532年），忻州的书院在旧儒学基础上设立，但明末已销声匿迹。清朝雍正十一年（1733年），雍正帝诏令直省省城设立书院，官办书院随之大增，乾隆年间各府、州、县相继创建书院。乾隆三十五年（1770年），鲁潢任忻州直隸州知州后，留意到当时的忻州“讴吟弦诵之声不绝于耳，独书院至今缺如”，遂决心创建书院。
乾隆四十年（1775年），秀容书院在九龙岗建成，以忻州的旧称秀容命名，每年二月官定日开课，除正月、十二月不课外，每月初一日、十一日、二十一日斋课，十六日官课，十七日诗赋课。此后直至清末，秀容书院共考中进士39人、举人165人、贡生264人。秀容书院曾经历三次重修和扩建:23。

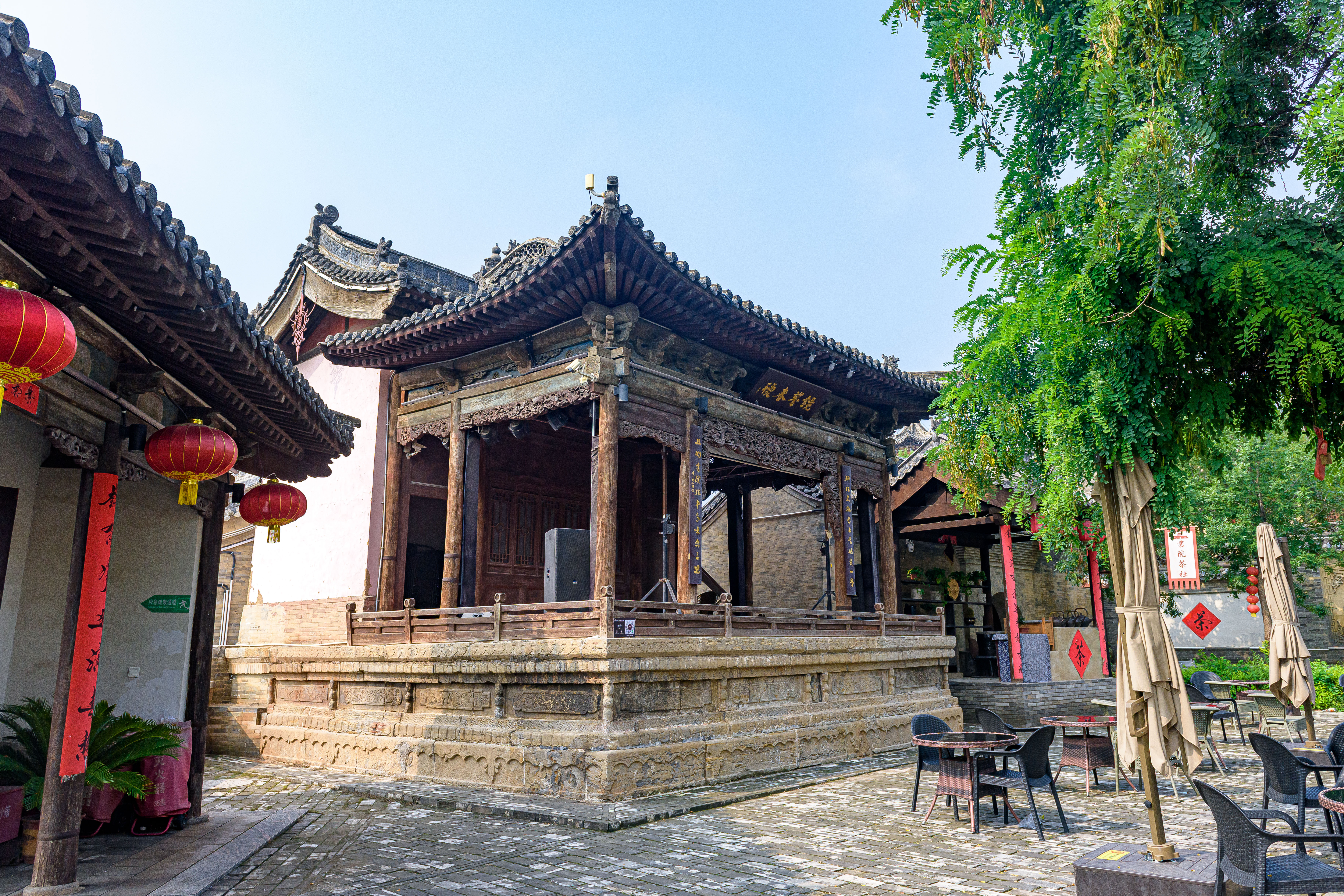
原文昌祠戏台，已被并入秀容书院范围内

光绪二十八年（1902年），秀容书院改为新兴中学堂，是为山西书院改学堂之首例，由原秀容书院末代山长米毓瑞担任新兴学堂首任堂长，民国初期（1912-1913年）废府存县后改为忻县中学校，并将原秀容书院东邻之文昌祠院址及文昌祠东邻之道教白鹤观一庙一观先后划归学校占用。此后忻县中学数度停办又复办，1954年迁离秀容书院院址。1988年9月，忻州地区行政公署决定由1974年开始招生的忻州一中接收原忻县中学的档案，接续原忻中校史。
中华人民共和国成立后，秀容书院旧址曾先后被省立忻州农职校、忻县师范学校、忻州地区盲聋哑学校、忻县地区卫校、山西省戏曲学校忻县分校、省广电学校、忻县三中、忻州一职中使用。2017年，忻州市政府启动古城保护改造项目，秀容书院旧址被列入改造工程，其中的文物修缮工程计3830平方米，范围涵盖文昌祠山门、戏台、文昌祠大殿、白鹤大殿、孔子祠、寥天阁（六角亭）、望萱阁（八角亭）等共40座、151间建筑；新建复建工程计5782平方米，共56座、192间，主要包括藏书楼、吕祖阁、山长室、六艺园、国学馆、游客服务中心及消防设施等。

## 建筑
修缮改造后的秀容书院总体布局由白鹤观（古下院）、文昌祠（古中院）、书院（古上院）、展陈院（新下院）四部分组成，上、中、下院之名按地势从高到低排列。
秀容书院西面的山坡上修建有三个亭阁：北侧的寥天阁（六角亭）建于雍正三年（1725年），为秀容书院最高点；中部的魁星阁（四角亭）始建年代不详；南部的望萱阁（八角亭）建于嘉庆二十四年（1819年），相传为秀容书院创院时忻州知州鲁潢登高望远思念远在江西的母亲之处，忻州后人有感于鲁潢知州的孝心便在此筑亭，因古时以“萱堂”代指母亲的居室而称该八角亭为“望萱阁”。八角亭北侧有一处用玻璃罩包覆的古代夯土城墙遗址。

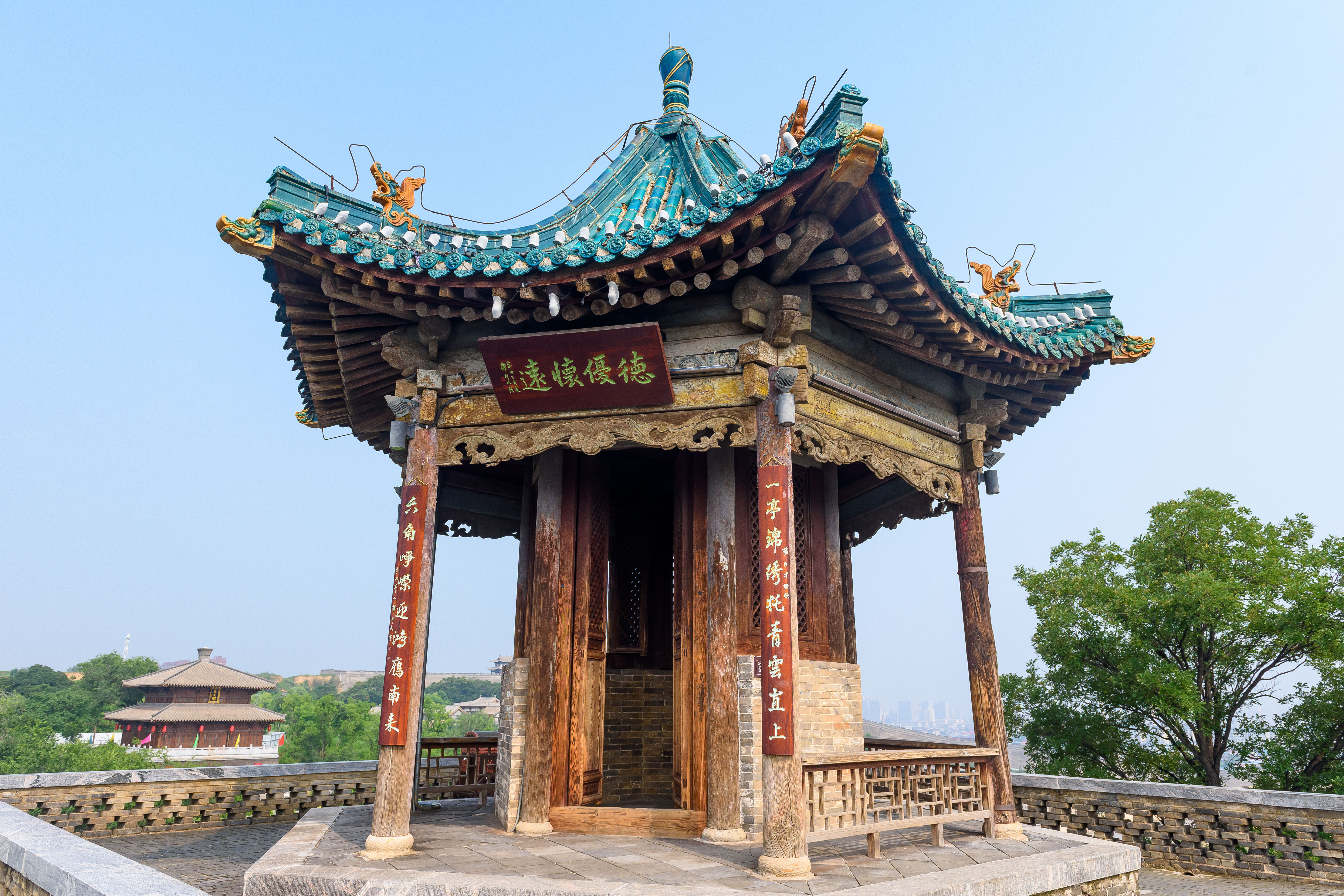
寥天阁（六角亭）
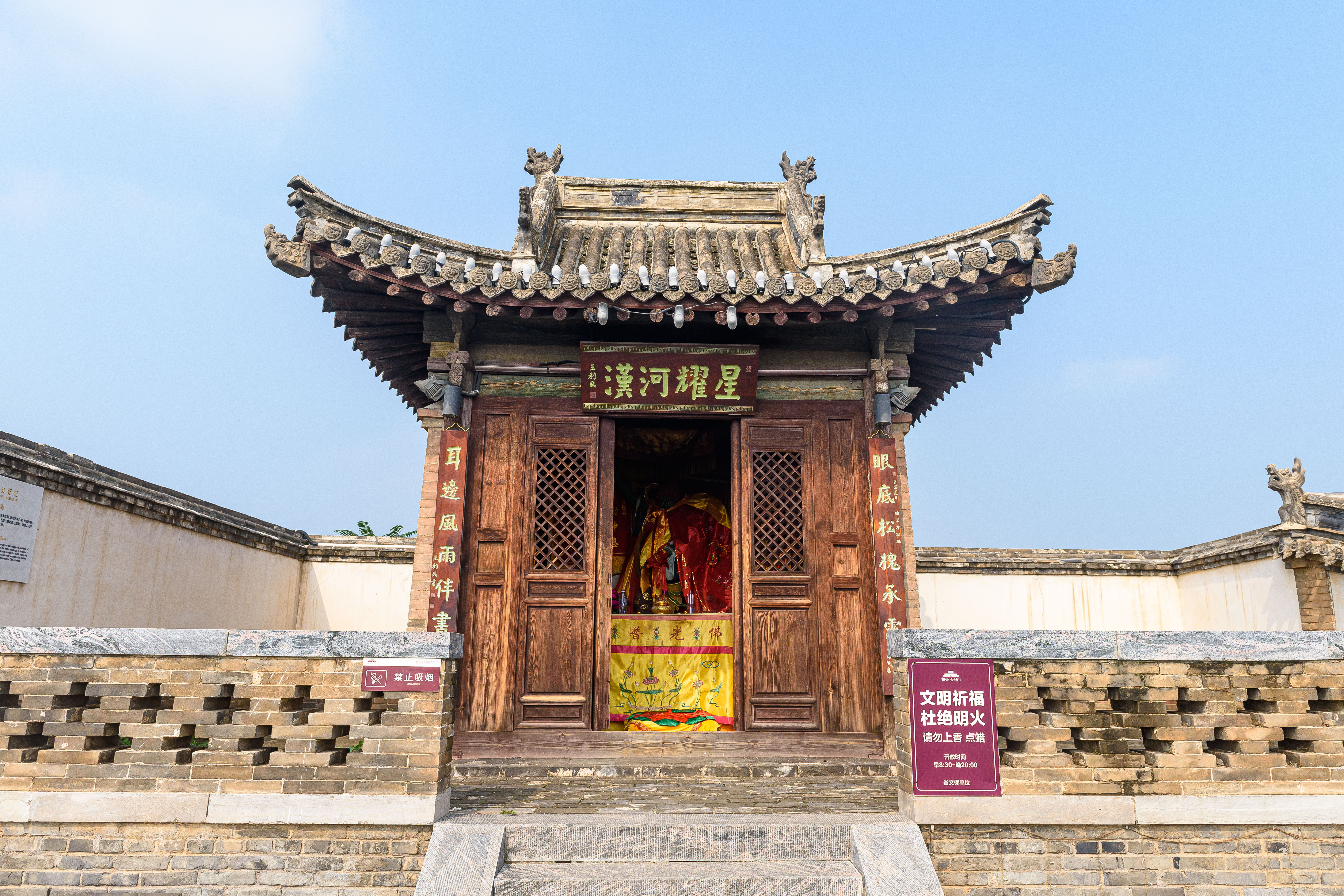
魁星阁（四角亭）
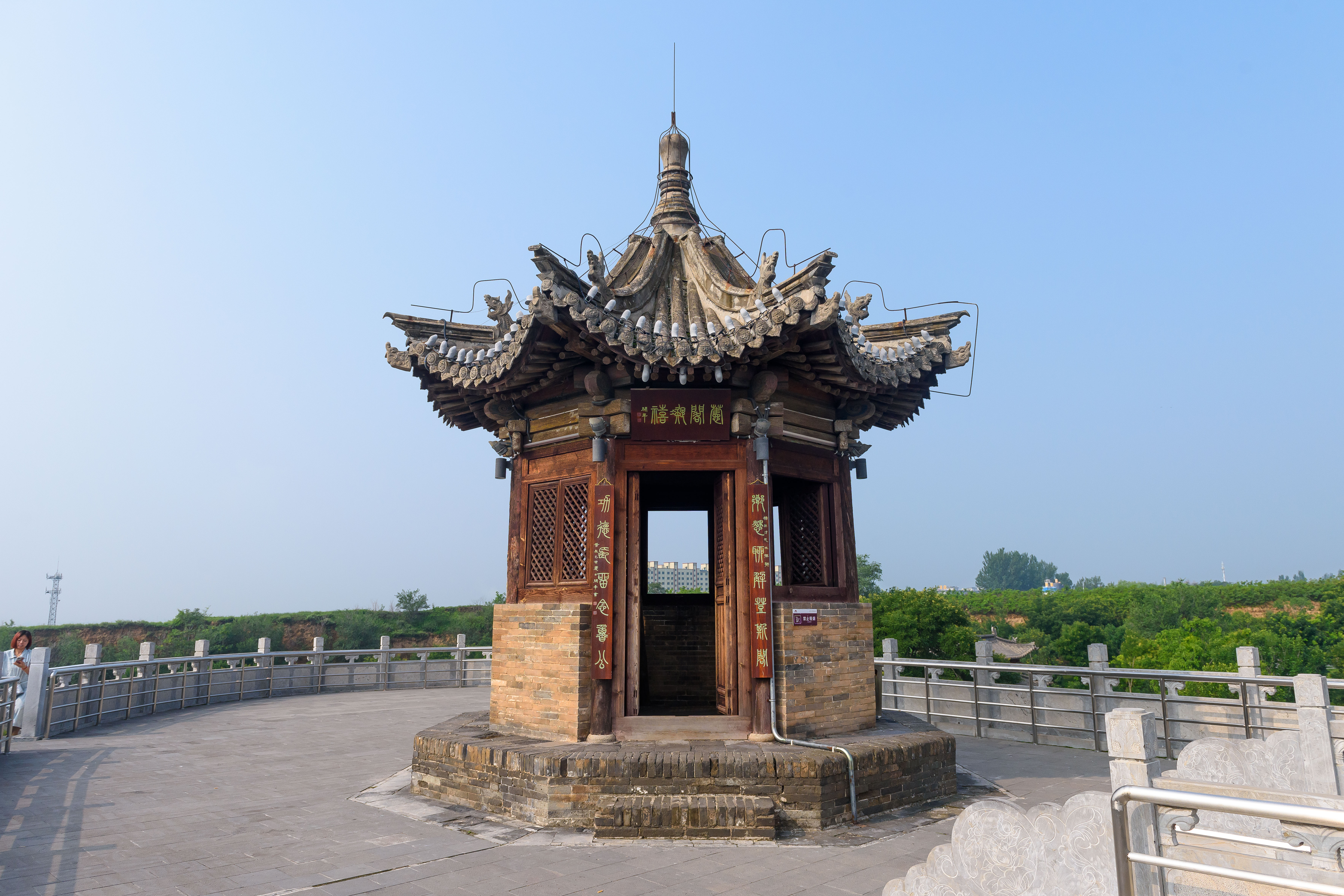
望萱阁（八角亭）